# Mihail Sturdza
Mihail Sturdza naquit le 24 avril 1794, à Iași et il est mort le 8 mai 1884, à Paris. Il a été prince régnant de la Moldavie, entre  le 3 avril 1834 et le juin 1849. Il a régné conformément au Règlement organique. Bien qu'il ait été sous la suzeraineté de l'Empire ottoman, il est entré dans la sphère d'influence de la Russie. Il a aimé la culture et il était un bon administrateur. 

## Sa famille
Mihail Sturdza était le fils du logothète Grigorie Sturdza et de Marioara Callimachi (1762-1822) une fille du prince de Moldavie Grigorie Callimachi. Il se marie une première fois avec Elisabetha Rossetti qui lui donne deux fils, les princes Dimitri et Grigori, et une seconde fois avec la princesse Smaranda Vogoride qui lui donne un fils Michel et une fille, Marie.

## Son règne

### Éducation et culture
Mihail Sturdza était attentif  à l’état de l’enseignement. En juin 1835, il a fondé une école supérieure, du niveau du lycée et de l’université: Academia Mihăileană, (ainsi appelée d’après son prénom), où de très connus professeurs roumains ont enseigné : Ion Ghica, Eftimie Murgu, et pour peu de temps, Mihail Kogălniceanu. Ce dernier enseignait l’histoire nationale. Les idées des cours de celui-ci n’étaient pas agréées par le tsar russe, Nicolas Ier, et, en conséquence, le consul russe de Iași a demandé et a obtenu la suppression de ces cours d’histoire nationale. Sauf l’histoire, on y enseignait les mathématiques, des langues, l’économie, l’agronomie, la philosophie. Les élèves pauvres, mais méritants recevaient des bourses. 
À l’époque de Mihail Sturdza, on a réorganisé le séminaire théologique orthodoxe de Socola et on a organisé un contrôle concernant l’administration des biens des monastères et ecclésiaux.

### Économie
Concernant l’économie du pays, pendant le règne de Mihail Sturdza, on a enregistré un remarquable essor, la production des céréales s’est intensifiée. Quelques batteuses à chevaux fonctionnaient, pendant la moisson, en Moldavie, à cette époque-ci. On a organisé des fabriques, on a construit de nouveaux ponts et de nouvelles chaussées, on a réglementé la navigation sur la rivière du Prut et sur la rivière du Siret, on a aménagé le port Galați, qui fut déclaré port franc (1837). Dans la région de Bacău, on extrayait du pétrole. Afin de moderniser les infrastructures, Sturdza a fait appel à des ingénieurs occidentaux tels que Xavier Hommaire de Hell (1841).

En 1835, la Moldavie, sous Mihail Sturdza, a conclu une convention économique et, en 1846, une union douanière,  avec la Valachie, entrée en vigueur, le 1er janvier 1848. La Moldavie de l’époque s’est intégrée, comme la Valachie, dans le circuit économique européen. On exportait du bétail, des céréales, du bois de construction, du poisson, du sel, du vin. On importait des produits industriels. En général, la balance commerciale de la Moldavie était excédentaire.

### Réformes sociales
Le 31 janvier 1844, Mihail Sturdza, imprégné d’humanisme, abolit la robie (servage des Roms ; la robie n’est pas comme on l’a souvent écrit un "esclavage" car le rob peut se vendre et se racheter lui-même, et ne peut appartenir qu’aux monastères, aux boyards et aux Voïvodes, mais non à des particuliers).

### Son caractère
Mais l’humanisme de Mihail Sturdza était très modéré et plus proche du « despotisme éclairé » que de la démocratie, et il était hostile à toute révolution. Avide d’argent (bien qu’il possédât une immense fortune), la seule chose qu’il « démocratisa » furent les titres de noblesse : par cupidité, il vendit des milliers de titres de noblesse, contre de grosses sommes d’argent. Au début de son règne, il y avait en Moldavie 853 boyards, et à la fin de son règne on en comptait 3750 (boieri noi). Vers la fin de son règne, il était très inféodé au gouvernement impérial russe et il réprima le mouvement révolutionnaire de 1848, ce qui le rendit très impopulaire et aboutit à la perte de son trône. L'argent amassé lui permit de vivre fastueusement en exil durant quarante ans. Sa fille, Marie (1849-1905), épousa à Paris en 1868 le prince Constantin Gortchakov (1841-1926).

## Sa fin
Mihail Sturdza est mort à Paris, le 8 mai 1884, et il a été enterré à Baden-Baden, en Allemagne.